# Cañada Larga
Cañada Larga är en ort i Mexiko.   Den ligger i kommunen Tlalnelhuayocan och delstaten Veracruz, i den sydöstra delen av landet, 230 km öster om huvudstaden Mexico City. Cañada Larga ligger 1 463 meter över havet och antalet invånare är 517.
Terrängen runt Cañada Larga är huvudsakligen kuperad, men västerut är den bergig. Runt Cañada Larga är det ganska tätbefolkat, med 100 invånare per kvadratkilometer. Närmaste större samhälle är Xalapa, 6,5 km öster om Cañada Larga. I omgivningarna runt Cañada Larga växer i huvudsak städsegrön lövskog.